# Puchar Polski (województwo dolnośląskie) w piłce nożnej mężczyzn (2022/2023)
W sezonie 2022/2023 Puchar Polski na szczeblu województwa dolnośląskiego składał się z 2 rund, w których brali udział zwycięzcy 4 okręgowych rozgrywek Pucharu Polski: Legnicy, Jeleniej Góry, Wałbrzycha i Wrocławia. Rozgrywki miały na celu wyłonienie zdobywcy wojewódzkiego Pucharu Polski i uczestnictwo na szczeblu centralnym Pucharu Polski w sezonie 2023/2024.

## Stadiony
Czerwonym kolorem zaznaczono na mapie miasta, w których odbyły się półfinały, a niebieskim - finał. Według zasad Pucharu Polski mecz jest rozgrywany na boisku drużyny będącej na słabszej pozycji w danym sezonie. Finał został rozegrany na neutralnym terenie - w Chojnowie.
| Żmigród                | Świdnica                     | Chojnów          |
| ---------------------- | ---------------------------- | ---------------- |
| Stadion OSiR           | Stadion im. J. Kusocińskiego | Stadion Miejski  |
| Pojemność: 900         | Pojemność: 999               | Pojemność: 2 500 |
|                        |                              |                  |
| ŻmigródŚwidnicaChojnów |                              |                  |

## Drużyny
Drużyny zostały podane w kolejności alfabetycznej.
| Drużyna                 | Turniej kwalifikacyjny | Poziom ligowy | Wynik      |
| ----------------------- | ---------------------- | ------------- | ---------- |
| Miedź II Legnica        | OPP Legnica            | III liga      | Mistrz     |
| Karkonosze Jelenia Góra | OPP Jelenia Góra       | IV liga       | Półfinał   |
| Piast Żmigród           | OPP Wrocław            | IV liga       | Półfinał   |
| Polonia-Stal Świdnica   | OPP Wałbrzych          | IV liga       | II miejsce |

## Mecze
Losowanie składów półfinałów odbyło się 13 kwietnia 2023 roku o 13:00 we Wrocławiu, w siedzibie Dolnośląskiego ZPN. W przypadku remisu po 90 minutach grano półgodzinną dogrywkę, jeśli ta nie dała rozstrzygnięcia, rozgrywano serię rzutów karnych.
|  |                         |                         |                  |                  |   |                       |                       |       |
|  | Półfinał                | Półfinał                | Półfinał         |                  |   | Finał                 | Finał                 | Finał |
|  | Półfinał                | Półfinał                | Półfinał         |                  |   | Finał                 | Finał                 | Finał |
|  | 19 kwietnia, Świdnica   |                         |                  |                  |   |                       |                       |       |
|  |                         |                         |                  |                  |   |                       |                       |       |
|  | Polonia-Stal Świdnica   | Polonia-Stal Świdnica   | 1 (3)            |                  |   |                       |                       |       |
|  | Polonia-Stal Świdnica   | Polonia-Stal Świdnica   | 1 (3)            | 17 maja, Chojnów |   |                       |                       |       |
|  | Karkonosze Jelenia Góra | Karkonosze Jelenia Góra | 1 (1)            |                  |   |                       |                       |       |
|  | Karkonosze Jelenia Góra | Karkonosze Jelenia Góra | 1 (1)            |                  |   | Polonia-Stal Świdnica | Polonia-Stal Świdnica | 0     |
|  | 19 kwietnia, Żmigród    |                         |                  |                  |   | Polonia-Stal Świdnica | Polonia-Stal Świdnica | 0     |
|  |                         |                         | Miedź II Legnica | Miedź II Legnica | 3 |                       |                       |       |
|  | Piast Żmigród           | Piast Żmigród           | Miedź II Legnica | Miedź II Legnica | 3 | 2                     |                       |       |
|  | Piast Żmigród           | Piast Żmigród           |                  |                  |   |                       |                       |       |
|  | Miedź II Legnica        | Miedź II Legnica        | 3                |                  |   |                       |                       |       |
|  | Miedź II Legnica        | Miedź II Legnica        | 3                |                  |   |                       |                       |       |

### Półfinały
| 19 kwietnia 2023 17:00 | Polonia-Stal Świdnica · Trzepacz 38' | 1:1 k. 3:1(1:1) | Karkonosze Jelenia Góra · 19' Kurianowicz | Stadion Miejski im. J. Kusocińskiego, Świdnica |
|                        |                                      |                 |                                           |                                                |

| 19 kwietnia 2023 17:00 | Piast Żmigród · Szymański 13' · Dyr 45' | 2:3(2:2) | Miedź II Legnica · 21' Zalewski · 27' Agbor · 73' Sławek | Stadion OSiR, Żmigród |
|                        |                                         |          |                                                          |                       |

### Finał
| 17 maja 2023 17:00 | Polonia-Stal Świdnica | 0:3(0:2) | Miedź II Legnica · 13' Stępień · 43' (k) Garuch · 54' Agbor | Stadion Miejski, Chojnów |
|                    |                       |          |                                                             |                          |

Miedź II Legnica awansowała na szczebel centralny Pucharu Polski.

## Strzelcy

### 2 gole
- Emmanuel Agbor (MIE)

### 1 gol
- Kamil Kurianowicz (KAR)
- Marcin Garuch (MIE)
- Mariusz Sławek (MIE)
- Piotr Stępień (MIE)
- Szymon Zalewski (MIE)
- Tomasz Dyr (PIA)
- Patryk Szymański (PIA)
- Oskar Trzepacz (POL)